# Condado de Santa Gadea
El condado de Santa Gadea es un título nobiliario español de carácter hereditario creado el 29 de enero de 1587 por el rey Felipe II a favor de Martín de Padilla y Manrique, adelantado mayor de Castilla, capitán general de las galeras de España y del Mar Océano, consejero de Estado y caballero de la Orden de Calatrava.
Referido al municipio de Santa Gadea del Cid, previamente había sido señorío de la familia Padilla desde el siglo XV.
En 1599, el rey Felipe III concedió la Grandeza de España a este título.
En el siglo XVII se integra en esta casa a través de diversas alianzas matrimoniales entre los linajes de los Padilla y los Acuña, el condado de Buendía y, con él, la cabeza de los estados señoriales de esta familia, la localidad palentina de Dueñas. Sin embargo, finalmente, ambos títulos recaerán en la casa ducal de Medinaceli a medidos del siglo XVII, que sigue ostentándolos en la actualidad.

## Titulares del condado
|                                       | Titular                                                         | Periodo                               |
| Creación por el rey Felipe II en 1587 | Creación por el rey Felipe II en 1587                           | Creación por el rey Felipe II en 1587 |
| ------------------------------------- | --------------------------------------------------------------- | ------------------------------------- |
| I                                     | Martín de Padilla y Manrique                                    | 1587-1602                             |
| II                                    | Juan Manuel Manrique de Padilla                                 | 1602-1606                             |
| III                                   | Eugenio Manrique de Padilla                                     | 1606-1622                             |
| IV                                    | Francisco Gómez de Sandoval y Rojas                             | 1625-1635                             |
| V                                     | Mariana Gómez de Sandoval y Rojas                               | 1635-1651                             |
| VI                                    | Ambrosio de Aragón y Sandoval                                   | 1651-1659                             |
| VII                                   | Catalina Antonia de Aragón y Sandoval                           | 1660-1697                             |
| VIII                                  | Luis Francisco de la Cerda y Aragón                             | 1697-1711                             |
| IX                                    | Nicolás Fernández de Córdoba y de la Cerda                      | 1711-1739                             |
| X                                     | Luis Antonio Fernández de Córdoba y Spínola                     | 1739-1768                             |
| XI                                    | Pedro de Alcántara Fernández de Córdoba y Moncada               | 1768-1789                             |
| XII                                   | Luis María Fernández de Córdoba y Gonzaga                       | 1789-1806                             |
| XIII                                  | Luis Joaquín Fernández de Córdoba y Benavides                   | 1806-1840                             |
| XIV                                   | Luis Tomás Fernández de Córdoba y Ponce de León                 | 1847-1873                             |
| XV                                    | Luis María Fernández de Córdoba y Pérez de Barradas             | 1873-1879                             |
| XVI                                   | Luis Jesús Fernández de Córdoba y Salabert                      | 1881-1956                             |
| XVII                                  | Victoria Eugenia Fernández de Córdoba y Fernández de Henestrosa | 1959-2013                             |
| XVIII                                 | Victoria Elisabeth von Hohenlohe-Langenburg                     | 2018-actual titular                   |

## Historia de los condes de Santa Gadea
- Martín de Padilla y Manrique (m. mayo de 1602), I conde de Santa Gadea,[2]  VII conde de Buendía, adelantamo mayor de Castilla, señor de Valdescaray, Santurde, Dueñas,, etc., gentilhombre de boca del rey Felipe II, comendador de Fuentelmoral, Lopera y Corral de Caracuel en la Orden de Calatrava y de Zalamea y Mayorga en la Orden de Alcántara, capitán general del Mar Océano y de las galeras de España y miembro del Consejo de Estado. Era hijo de Antonio Manrique, III señor de Valdescaray, Santurde y Pradilla, y de Luisa de Padilla, señora de Santa Gadea.[3]

Casó con su sobrina, Luisa Manrique de Padilla, V señora de Valdescaray, hija de Juan Manrique de Padilla, señor de Valdescaray y adelantado mayor de Castilla, y de María de Acuña, hija de los condes de Buendía. Sucedió su hijo:
- Juan Manuel Manrique de Padilla (m. 1606), II conde de Santa Gadea,[2] VIII conde de Buendía,[4] adelantado mayor de Castilla y capitán general de las galeras de Sicilia.

Casó en 1603 con Ana de Silva y de la Cerda (1544-1594), VIII condesa de Cifuentes. Sin descendencia, sucedió su hermano:
- Eugenio Manrique de Padilla (m. 15 de junio de 1622), III conde de Santa Gadea[2] y adelantado mayor de Castilla.

Casó con Luisa de Aragón y Moncada (m. 1629). Sin descendencia, sucedió su sobrino:
- Francisco Gómez de Sandoval y Rojas (m. 13 de noviembre de 1635), IV conde de Santa Gadea[2] y II duque de Lerma.[5]

Casó, el 29 de noviembre de 1612, con Feliche Enríquez de Cabrera (m. 1676). Sucedió su hija:
- Mariana Gómez de Sandoval y Rojas (m. 12 de marzo de 1651), V condesa de Santa Gadea[2] y III duquesa de Lerma.[5]

Casó, el 21 de octubre de 1630, con Ambrosio de Aragón y Sandoval, VI duque de Segorbe. Sucedió su hijo:
- Ambrosio de Aragón y Sandoval (m. 29 de diciembre de 1659), VI conde de Santa Gadea[2] y IV duque de Lerma.[5]

Sin descendencia, sucedió su hermana:
- Catalina Antonia de Aragón y Sandoval (m. 16 de febrero de 1697), VII condesa de Santa Gadea[2] y VIII duquesa de Segorbe.[6]

Contrajo matrimonio, el 1 de mayo de 1653, con Juan Francisco Tomás de la Cerda, VIII duque de Medinaceli. Le sucedió su hijo:
- Luis Francisco de la Cerda y Aragón (El Puerto de Santa María, 2 de agosto de 1660-Pamplona, 26 de enero de 1711), VIII conde de Santa Gadea,[2] IX duque de Medinaceli,[7] IX y último conde del Puerto de Santa María, IX duque de Segorbe, X duque de Cardona, VII duque de Alcalá de los Gazules, X marqués de Denia, VIII marqués de Cogolludo, marqués de Alcalá de la Alameda, marqués de Pallars, de Tarifa de Comares y de Cea, conde de Ampurias, de Prades, de los Morales, etc.[8] capitán general de las costas de Andalucía, residió algunos años en la sevillana Casa de Pilatos. Embajador de España ante el papa Inocencio XII en 1687, fue virrey y capitán general de Nápoles de 1695 a 1702.

Casó el 2 de febrero de 1678 con María de las Nieves Téllez-Girón y Sandoval, prima de su madre, hija de Gaspar Téllez Girón, V duque de Osuna, y de Feliche de Sandoval Orsini, III duquesa de Uceda. Fueron padres de una hija, Catalina, que murió a los tres años. El duque tuvo un hijo natural, Luis, que fue caballero de la Orden de Malta y que falleció en 1695. Sus títulos nobiliarios pasaron a su sobrino Nicolás, hijo de su hermana Feliche María de la Cerda y Aragón y de Luis Mauricio Fernández de Córdoba y Figueroa, VII marqués de Priego y VII duque de Feria.
- Nicolás Fernández de Córdoba y de la Cerda (Madrid, 24 de junio de 1682-Madrid, 19 de marzo de 1739), IX conde de Santa Gadea,[2] X duque de Medinaceli,[7] XI duque de Cardona, X duque de Segorbe, XI marqués de Denia, IX marqués de Comares, VIII duque de Alcalá de los Gazules, XI marqués de Tarifa, VI marqués de Alcalá de la Alameda, XI conde de los Molares, XI marqués de Pallars, XIV conde de Ampurias, XVII conde de Prades, XV vizconde de Villamur, XV barón de Entenza, XVI conde de Buendía, IX marqués de Priego, IX duque de Feria, VII marqués de Montalbán, VII marqués de Villalba, VII marqués de Villafranca, señor de numerosos lugares,[9] caballero de la Orden del Toisón de Oro, mayordomo y caballerizo mayor de la reina.[7]

Casó en Madrid en 30 de septiembre de 1703 con su prima Jerónima María Spínola y de la Cerda (1687-1757), descendiente del VIII duque de Medinaceli, hija de Carlos Felipe Spínola, IV duque de Sesto, IV marqués de los Balbases, IV duque de Santa Severina, duque de Venafro, y de Isabel María de la Cerda y Aragón (1667-1708). Le sucedió su hijo:
- Luis Fernández de Córdoba y Spínola (Madrid, 20 de septiembre de 1704-Madrid, 14 de enero de 1768), X conde de Santa Gadea,[2] XI duque de Medinaceli,[7] XII duque de Cardona, XI duque de Segorbe, X marqués de Priego, XII marqués de Denia, X marqués de Comares, IX duque de Alcalá de los Gazules, X duque de Feria, IX marqués de Cogolludo, XII marqués de Tarifa, VII marqués de Alcalá de la Alameda, XII marqués de Pallars, VIII marqués de Villafranca, VIII marqués de Montalbán, VIII marqués de Villalba, XII conde de los Molares, XV conde de Ampurias, XVIII conde de Prades, XVII conde de Buendía, etc.,[10] teniente General de los Reales Ejércitos, caballero del Toisón de Oro en 1748 y caballerizo mayor en 1749.

Casó en Madrid en primeras nupcias el 19 de noviembre de 1722 con María Teresa de Moncada Aragón y Benavides, VII marquesa de Aytona y VII duquesa de Camiña (título de Castilla), hija de Guillén Ramón de Moncada y Portocarrero, y de Ana de Benavides y Aragón, VI marqueses de Aytona. Contrajo un segundo matrimonio el 27 de noviembre de 1763, en Madrid, con María Francisca Pignatelli de Aragón y Gonzaga, hija de Joaquín Pignatelli de Aragón, XVI conde de Fuentes, y de María Luisa Gonzaga y Caracciolo, II duquesa de Solferino. Le sucedió su hijo del primer matrimonio:
- Pedro de Alcántara Fernández de Córdoba (Madrid, 10 de noviembre de 1730-24 de noviembre de 1789), XI conde de Santa Gadea,[2] XII duque de Medinaceli,[7] XIII duque de Cardona, XII duque de Segorbe, XI marqués de Priego, XIII marqués de Denia, XI marqués de Comares, X duque de Alcalá de los Gazules, XI duque de Feria, XIII marqués de Tarifa, VIII marqués de Alcalá de la Alamena, XIII marqués de Pallars, IX marqués de Villafranca, XIII conde de los Molares, XVI conde de Ampurias, XIX conde de Prades, XVIII conde de Buendía, X marqués de Cogolludo, IX marqués de Montalbán, IX marqués de Villalba, duque de Camiña, VIII marqués de Aytona, XIII marqués de Villarreal, etc.,[10] adelantado mayor y notario mayor de Andalucía, caballero del Toisón de Oro y mayordomo mayor.

Casó en primeras nupcias el 3 de abril de 1747, en Madrid, con María Francisca Gonzaga y Caracciolo (1731-1757), hija de Francisco Gonzaga Pico de la Mirandola, I duque de Solferino y de su segunda esposa Giulia Quitteria Carraciolo di San Buono. Casó en segundas nupcias el 12 de octubre de 1761 con María Petronila de Alcántara Pimentel y Cernesio, VIII marquesa de Malpica, VII marquesa de Mancera, IX marquesa de Povar, hija de Joaquín María Enríquez Pimentel Álvarez de Toledo, y de María Bernarda Cernesio y Guzmán, XII duques de Medina de Ríoseco. Le sucedió su hijo del primer matrimonio:
- Luis María Fernández de Córdoba y Gonzaga (Madrid, 17 de abril de 1749-Madrid, 12 de noviembre de 1806) XII conde de Santa Gadea,[2] XIII duque de Medinaceli,[7] XIV duque de Cardona, XIII duque de Segorbe, XII marqués de Priego, XIV marqués de Denia, XII marqués de Comares, XI duque de Alcalá de los Gazules, XII duque de Feria, IX duque de Camiña, IX marqués de Aytona, XI marqués de Cogolludo, IV marqués de Tarifa, IX marqués de Alcalá de la Alamena, XIV marqués de Pallars, X marqués de Villafranca, X marqués de Montalbán, X marqués de Villalba, XIV marqués de Villarreal, XIV conde de los Molares, XVII conde de Ampurias, XX conde de Prades, XIX conde de Buendía, XIV conde de Valenza (título de Castilla) y Valadares, XIII conde de Alcoutim (título de Castilla), XVII conde de Osona, etc.[13] teniente general, caballero del Toisón de Oro, caballerizo mayor del rey y mayordomo mayor de la reina.[7]

Casó el 6 de febrero de 1764, en Madrid, con  su prima Joaquina María de Benavides y Pacheco, III duquesa de Santisteban del Puerto, hija de Antonio de Benavides y de la Cueva, y de María de la Portería Pacheco Téllez-Girón, II duques de Santisteban del Puerto. Le sucedió su hijo:
- Luis Joaquín Fernández de Córdoba y Benavides (Real Sitio de San Ildefonso, 12 de agosto de 1780-7 de julio de 1840), XIII conde de Santa Gadea,[2] XIV duque de Medinaceli,[7] XV duque de Cardona, XIV duque de Segorbe, XIII marqués de Priego, XV marqués de Denia, XIII marqués de Comares, XII duque de Alcalá de los Gazules, XIII duque de Feria, X duque de Camiña, X marqués de Aytona, XII marqués de Cogolludo, XV marqués de Tarifa, X marqués de Alcalá de la Alamena, XV marqués de Pallars, XI marqués de Villafranca, XI marqués de Montalbán, XI marqués de Villalba, XV conde de los Molares, XV marqués de Villarreal, XVIII conde de Ampurias, XIV conde de Alcoutim, XVIII conde de Osona, IV duque de Santisteban del Puerto, IX marqués de Solera, IX marqués de Malagón, IX conde de Villalonso, XII conde de Castellar (título que perdió por sentencia en 1800 a favor del II marqués de Moscoso), XIII marqués de las Navas, XVI conde de Cocentaina, XV conde de Medellín, etc.[14] gobernador de la Monarquía y prócer del reino.[7]

Casó en el 25 de mayo de 1802, en Madrid, con María de la Concepción Ponce de León y Carvajal (m. 1856), hija de Antonio María Ponce de León y Dávila Carrillo de Albornoz, III duque de Montemar y de María Luisa de Carvajal y Gonzaga. Le sucedió su hijo:
- Luis Tomás Fernández de Córdoba y Ponce de León (Gaucín, 18 de septiembre de 1813-París, 6 de enero de 1873), XIV conde de Santa Gadea,[2] XV duque de Medinaceli,[7] XVI duque de Cardona, XV duque de Segorbe, XIV marqués de Priego, XVI marqués de Denia, XIV marqués de Comares, XIII duque de Alcalá de los Gazules, XIV duque de Feria, XI duque de Camiña, V duque de Santisteban del Puerto, XI marqués de Aytona, XIII marqués de Cogolludo, XVI marqués de Tarifa, XI marqués de Alcalá de la Alamena, XVI marqués de Pallars, XII marqués de Montalbán, XII marqués de Villafranca, XII marqués de Villalba, XVI marqués de Villarreal, X marqués de Solera, X marqués de Malagón, XIV marqués de las Navas, XVI conde de los Molares, XIX conde de Ampurias, XXII conde de Prades, XXI conde de Buendia, XVI conde de Valenza y Valadares, XV conde de Alcoutim, XIX conde de Osona, XVI conde de Medellín, X conde de Villalonso, XVI conde de Castellar (recuperó el título en 1852), XVI conde del Risco, XVII conde de Cocentaina, XX vizconde de Villamur, vizconde de Cabrera, vizconde de Bas, adelantado mayor y notario de mayor de Andalucía, etc.[16] senador y caballero del Toisón de Oro.[7]

Casó el 2 de agosto de 1848 con Ángela Apolonia Pérez de Barradas y Bernuy (m. 1903), hija de Fernando Pérez de Barradas Arias de Saavedra y de María del Rosario Bernuy y Aguayo, IX marqueses de Peñaflor. Después de enviudar, la condesa casó en segundas nupcias con Luis Sebastián de León y Cataumber. Le sucedió su hijo:
- Luis María Fernández de Córdoba y Pérez de Barradas (Madrid, 20 de marzo de 1851-Navas del Marqués, 14 de mayo de 1879), XV conde de Santa Gadea,[17] XVI duque de Medinaceli,[18] XVII duque de Cardona, XVI duque de Segorbe, XV marqués de Priego, XVII marqués de Denia, XV marqués de Comares, XIV duque de Alcalá de los Gazules, XII duque de Camiña, VI duque de Santisteban el Puerto, XII marqués de Aytona, XIV marqués de Cogolludo, XVII marqués de Tarifa, XII marqués de Alcalá de la Alameda, XVII marqués de Pallars, XIII marqués de Montalbán, XVII marqués de Villarreal, XI marqués de Solera, XI marqués de Malagón, XV marqués de las Navas, XVII conde de los Molares, XX conde de Ampurias, XXIII conde de Prades, XXII conde de Buendia, conde de Valenza y Valadares, XXIII conde de Alcoutim, XX conde de Osona, XVII conde de Medellín, XI conde de Villalonso, XVII conde de Castellar, XVII conde del Risco, XVIII conde de Cocentaina, XVI duque de Feria, vizconde de Villamur, de Cabrera, de Bas, etc.[16]

Casó en primeras nupcias el 2 de octubre de 1875 con María Luisa Fitz James Stuart y Portocarrero (m. 1876), IX duquesa de Montoro, hija de los XV duques de Alba, sin sucesión. Contrajo un segundo matrimonio el 23 de noviembre de 1878 con Casilda Remigia de Salabert y Arteaga (m. 1936), condesa de Ofalia XI duquesa de Ciudad Real, IX marquesa de Torrecilla, hija de Narciso de Salabert y Pinedo, y de María Josefa de Arteaga y Silva, VII marqueses de Torrecilla. En 1884, Casilda de Salabert y Arteaga se casó en segundas nupcias con Mariano Fernández de Henestrosa y Ortiz de Mioño, I duque de Santo Mauro, residiendo en el palacete Santo mauro de la calle Zurbano de Madrid. Fueron padres de Casilda Férnandez de Córdoba y Salabert, que casó con  Mariano de Silva Bazán y Carvajal, XIII marqués de Santa Cruz. Le sucedió su hijo póstumo del segundo matrimonio:
- Luis Fernández de Córdoba y Salabert(Madrid, 16 de enero de 1880–13 de julio de 1956), XVI conde de Santa Gadea,[17] XVII duque de Medinaceli,[18] XVIII duque de Cardona, XVII duque de Segorbe, XVI marqués de Priego, XVIII marqués de Denia, XVI marqués de Comares, XV duque de Alcalá de los Gazules, XVII duque de Feria, duque de Camiña, VII duque de Santisteban del Puerto, XIII marqués de Aytona, XVIII marqués de Tarifa, XIII marqués de Alcalá de la Alameda, XIV marqués de Montalbán, XVIII marqués de Pallars, XII marqués de Solera, II marqués de Malagón, XVI marqués de las Navas, XXI conde de Ampurias, conde de Valenza y Valadares, XXIII conde de Buendia, XVIII conde de los Molares, XXIV conde de Prades, XXI conde de Osona, XII conde de Villalonso, XVIII conde de Castellar, XVIII conde del Risco, XIX conde de Cocentaina, XV marqués de Cogolludo, XIV marqués de Villafranca, XIV marqués de Villalba, X marqués de Torrecilla, XI marqués de Navahermosa, XIII conde de Aramayona, VII conde de Ofalia, IIII duque de Denia, III duque de Tarifa, gentilhombre de cámara con ejercicio y servidumbre,[19] caballero del Toisón de Oro y senador.[18]

Casó el 5 de junio de 1911 con Ana María Fernández de Henestrosa y Gayoso de los Cobos (m. 1938). La boda tuvo lugar en el palacio de la Plaza de Colón que heredó de su abuela, la I duquesa de Denia y Tarifa. Su esposa era hija de Ignacio Fernández de Henestrosa y Ortiz de Mioño, VIII conde de Moriana del Río, y de Francisca de Borja Gayoso de los Cobos. Contrajo un segundo matrimonio el 22 de diciembre de 1939 con Concepción Rey de Pablo Blanco (m. 1971). Le sucedió su hija del primer matrimonio:
- Victoria Eugenia Fernández de Córdoba y Fernández de Henestrosa (Madrid, 1917-2013), XVII condesa de Santa Gadea,[17] XVIII duquesa de Medinaceli,[18] XVI marquesa de Cogolludo, XVI duquesa de Alcalá de los Gazules, XVIII duquesa de Segorbe, XVII marquesa de Priego, XVIII duquesa de Feria, XIV duquesa de Camiña, VIII duquesa de Santiesteban del Puerto, IV duquesa de Denia, IV duquesa de Tarifa, XXIII duquesa de Ciudad Real, XIV marquesa de Aytona, XI marquesa de Torrecilla, XIX marquesa de Denia, XVII marquesa de Comares, XIX marquesa de Tarifa, XIV marquesa de Alcalá de la Alameda, etc.[20]

Casó en Sevilla el 12 de octubre de 1938 con Rafael de Medina y Vilallonga, hijo de Luis de Medina Garvey y de Amelia Vilallonga Ybarra, nieto de los III marqueses de Esquivel. Sucedió su bisnieta, en 2018, hija de Marco de Hohenlohe-Langenburg y Medina y de su esposa, Sandra Schmidt-Polex:
- Victoria de Hohenlohe-Langenburg y Schmidt-Polex (n. Málaga, 9 de marzo de 1999), XVIII condesa de Santa Gadea,[21] XX duquesa de Medinaceli,[22] X condesa de Ofalia, V condesa de San Martín de Hoyos, XV marquesa de Cilleruelo, X marquesa de San Miguel das Penas y la Mota, XVII duquesa de Alcalá de los Gazules, XVIII marquesa de Priego, duquesa de Camiña, V duquesa de Denia, V duquesa de Tarifa, XV marquesa de Aytona, XVIII marquesa de Camarasa, XII marquesa de Torrecilla, XV marquesa de Alcalá de la Alameda, XVIII marquesa de Comares, XX marquesa de Denia, XIV marquesa de Malagón, XVI marquesa de Montalbán, XVIII marquesa de las Navas, XX marquesa de Pallars, XII marquesa de Tarifa, XIX condesa de Alcoutin, XVI condesa de Amarante, XXII condesa de Castrojeriz, XXIII condesa de Osona, XXVI condesa de Prades, XX condesa del Risco, XV condesa de Aramayona, XXV condesa de Buendía, XXI condesa de Cocentaina, XX condesa de los Molares, XX condesa de Medellín, XX condesa de Moriana del Río, XIV condesa de Villalonso, XX condesa de Castellar, XX marquesa de Villa Real, XVI marquesa de Villafranca, XLVII vizcondesa de Bas, etc.[22]